# Celleporella retiformis
Celleporella retiformis är en mossdjursart som beskrevs av Moyano 1987. Celleporella retiformis ingår i släktet Celleporella och familjen Hippothoidae. Inga underarter finns listade i Catalogue of Life.